# Маргарита Спасова
Маргарита Стоянова Спасова е българска парашутистка.

## Биография
Родена е в Пловдив на 29 юни 1945 г. Има средно икономическо образование.
Участва в 3 световни първенства – l Грац, Блед и Солнок, с 4 бронзови медала от груповите скокове и абсолютния отборен шампионат. Участва в 11 републикански първенства – от 1964 г. до 1976 г. Шампионка е на страната през 1968 г. Притежава 6 абсолютни световни рекорда – групови и индивидуално. Поставя 20 републикански рекорда.
Предпочита акробатичния скок. Първият ѝ скок е на 11 май 1963 г. в Пловдив с първи треньор з.м.с. Киро Захариев. Първият ѝ успех е през 1965 г. в Сливен на републиканския шампионат – 2-ро място в единичния доцелен скок. Приключва спортната си кариера поради травма с 2810 скока през 1975 г. Продължава работа като инструктор по парашутизъм в аероклуба в Пловдив.
Подготвила е парашутистите Веселина Каракашева, Владимир Кърчоков, Нина Деведжиева, Васил Попов и др.